# Monumentum Adulitanum
O Monumentum Adulitanum era uma antiga inscrição bilíngue em Ge'ez e grego, representando as campanhas militares de um dos reis axumitas. O monumento foi encontrado na cidade portuária de Adúlis (na atual Eritreia). Embora a inscrição e o monumento nunca tenham sido localizados por arqueólogos, é conhecida uma cópia da inscrição feita por Cosme Indicopleustes, um monge viajante grego do século VI. 

## Interpretação
O texto original estava inscrito em um trono na cidade de Adúlis (Ge'ez: መንበር, meniberi, jogar). A parte em Ge'ez estava escrita tanto na em escrita ge'ez , como no alfabeto sabeu, e a parte em grego foi escrita totalmente no alfabeto grego. Vendo que o texto que estava em grego Indicopleustes acreditou que referia-se as conquistas de Ptolemeu III Evérgeta na Ásia, e que sua continuação seria uma inscrição Axumita sobre os sucessores de Ptolomeu. 
O texto descreve as conquistas de um  rei anônimo na Província de Agame (na região de Tigré, na Etiópia). A inscrição também menciona a subjugação dos árabes, dos sabeus e dos kinaidokolpitas no atual Iêmen (e talvez na Arábia Saudita). Alem disso fala da expedição do rei sem nome às montanhas localizadas depois do Nilo, e como seus homens ficaram com neve até os joelhos. A inscrição termina com a afirmação do rei de que ele é o primeiro a ter subjugado todos os povos acima mencionados, e dedica seu trono a Zeus (ou a Astar, cognato da deusa semita Astarte). Assim como este vários deuses da região tiveram seus momes convertidos para o grego, assim o deus Beher  (Beher significa mar em Ge'ez),  mencionado no monumento refere-se à versão axumita do deus grego Netuno e Mahrem ao deus Ares.  Nesta inscrição também foi encontrada o que pode ser a primeira referência aos agaus, chamando o monumento de Atagau (Athagaus; Ad Agäw).

## Tradução do Texto
A seguir a tradução feita por James Dahl do texto de Cosme Indicopleustes: 
Tendo depois disso com uma mão forte compelido as nações beirando o meu reino a viver em paz, fiz guerra às seguintes nações, e pela força das armas reduzi-as à submissão. 
Eu guerreie primeiro com a nação de Gazê, depois com Agamê e Sigyê, e tendo conquistado eles eu exigi a metade de tudo que eles possuíam. Em seguida, reduzi Aua e Tiamô, chamados Tziamô, e Gambêla, e as tribos próximas a eles, e Zingabênê e Angabe e Tiama e Athagaû e Kalaa, e os Semênoi - um povo que vivia além do Nilo nas montanhas de difícil acesso e cobertas com neve, onde o ano é todo o inverno com chuvas de granizo, geadas e neve em que um homem se afunda até os joelhos. Eu atravessei o rio para atacar essas nações e reduzi-as. 
Em seguida, subjuguei Lazine e Zaa e Gabala, tribos que habitam montanhas com declives íngremes, abundantes em fontes termais, o Atalmô e Bega, e todas as tribos na mesma região junto com eles. Eu prossegui em seguida contra os Tangaitae, que estão contíguos às fronteiras do Egito; e tendo-os reduzido, fiz uma trilha dando acesso por terra ao Egito daquela parte de meus domínios. 
Em seguida, reduzi Annine e Metine - tribos que habitam montanhas íngremes. Meus braços foram em seguida direcionados contra a nação da Sesea. Estes retiraram-se para uma alta montanha de difícil acesso; mas eu cerquei a montanha por todos os lados e obriguei-os a descer e se render. Em seguida, selecionei para mim o melhor de seus jovens e suas mulheres, com seus filhos e filhas e tudo o mais que possuíam. 
As tribos de Rhausi foram subjugadas: uma raça bárbara espalhada por vastas planícies sem água no interior do país dos incensos. Avançando dali em direção ao mar, encontrei o Solado, a quem subjuguei, e parti dando instruções aos governadores que deixei para vigiar a costa. 
Todas estas nações, protegidas embora fossem por montanhas quase inexpugnáveis, eu venci, depois de compromissos nos quais eu estava presente. Após a sua submissão eu restaurei seus territórios para eles, e os submeti ao pagamento de tributo. Muitas outras tribos, além dessas, submeteram-se por conta própria e tornaram-se igualmente tributárias. E eu enviei uma frota e forças terrestres contra os Arabitae e Cinaedocolpitae que habitavam do outro lado do Mar Vermelho, e tendo reduzido os soberanos de ambos, eu lhes impus um tributo à terra e os encarreguei de viajar seguro tanto por mar quanto por terra. 
Eu assim subjuguei toda a costa de Leucê Cômê (porto nabateu) até o país dos sabeus. Eu primeiro e sozinho dos reis da minha raça fiz estas conquistas. Por este sucesso, ofereço agora os meus agradecimentos ao meu poderoso Deus, Mahrem, que me gerou, e com a sua ajuda reduzi todas as nações que fazem fronteira com o meu próprio país, a leste com o incenso, e a oeste com a Etiópia e Sasu. Dessas expedições, algumas foram conduzidas por mim pessoalmente e terminaram em vitória, e as outras confiei a meus oficiais. Tendo assim trazido todo o mundo sob minha autoridade para a paz, eu retornei para Adulis e ofereci sacrifício a Astar, e a Mahrem e a Beher, a quem eu implorei para fazer amizade com todos os que descessem ao mar em navios. Aqui também eu reuni todas as minhas forças, e estabelecendo esta cadeira neste lugar, eu a consagrei para Mahrem no vigésimo sétimo ano do meu reinado. 